# Дом Убальдини

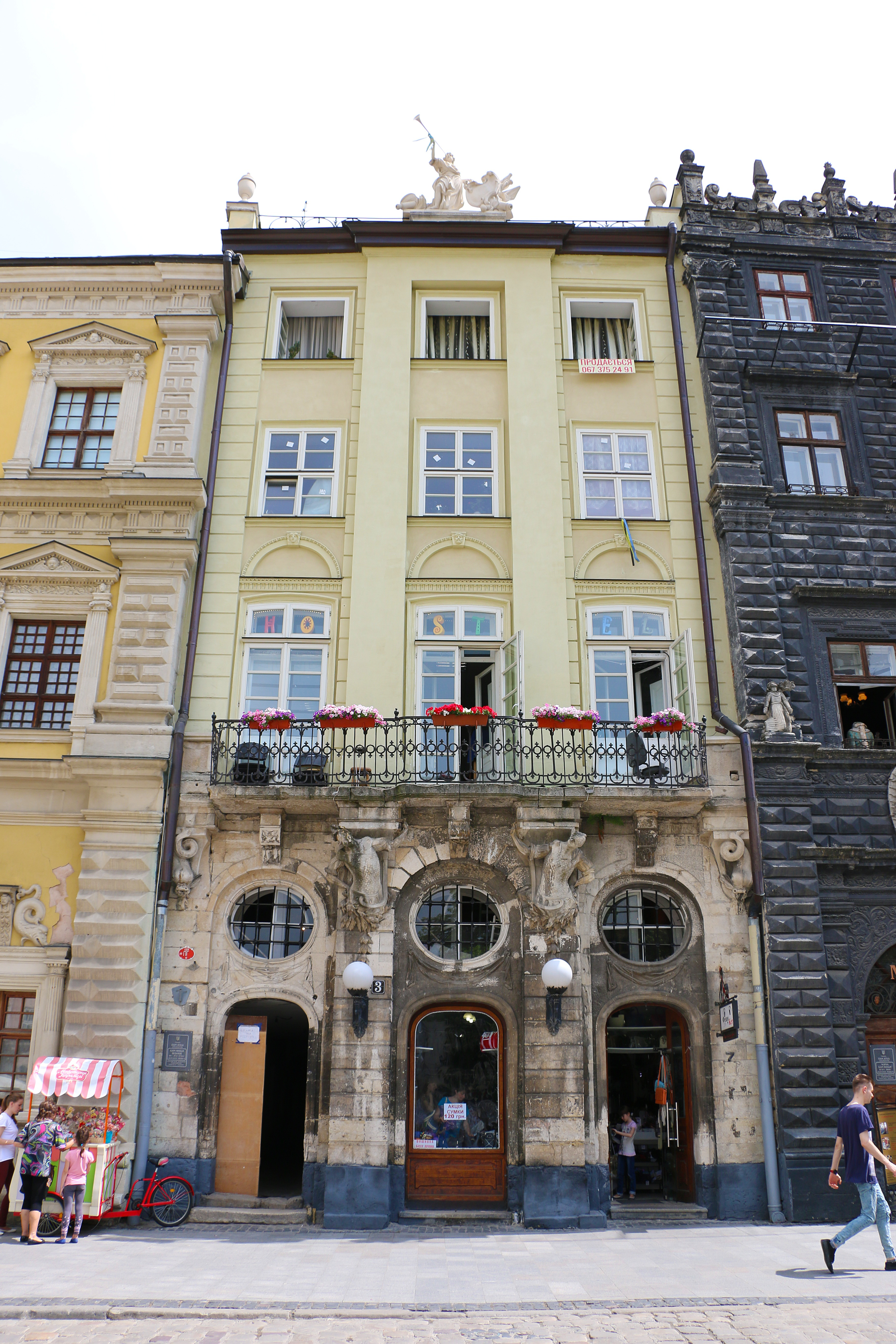
Дом Убальдини

Дом Убальдини (укр. Кам'яниця Убальдіні) — жилой дом на площади Рынок, 3 во Львове, памятник архитектуры.

## История
Первое здание на этом месте возведено примерно в XV веке в технике «прусской стены». Дом принадлежал многочисленной семье мещан Вильчек, которые занимали много должностей в городском управлении. По традиции от имени владельца происходила и название дома — «Вильчековский». Позже дом принадлежала зятю львовского райцы Валентия Вильчека итальянцу Урбано делла Рипа Убальдини, а впоследствии — его сыну Джованни. В 1663 году дом приобрел купец Валенти Бзовский. Из-за изменения владельцев порой встречаются названия «Бзовский» и «Валентинивский». В 1713 году дом от семьи Бзовских перешёл к магнатам Жевуским. На старых фундаментах в 1771—1772 годах по заказу Ржевуских был построен нынешний дом (архитектор Пётр Полейовский). В 1823 году дом перешёл к Ланцкоронским, в 1834—1840 годах здесь жил граф Станислав Скарбек.

## Архитектура

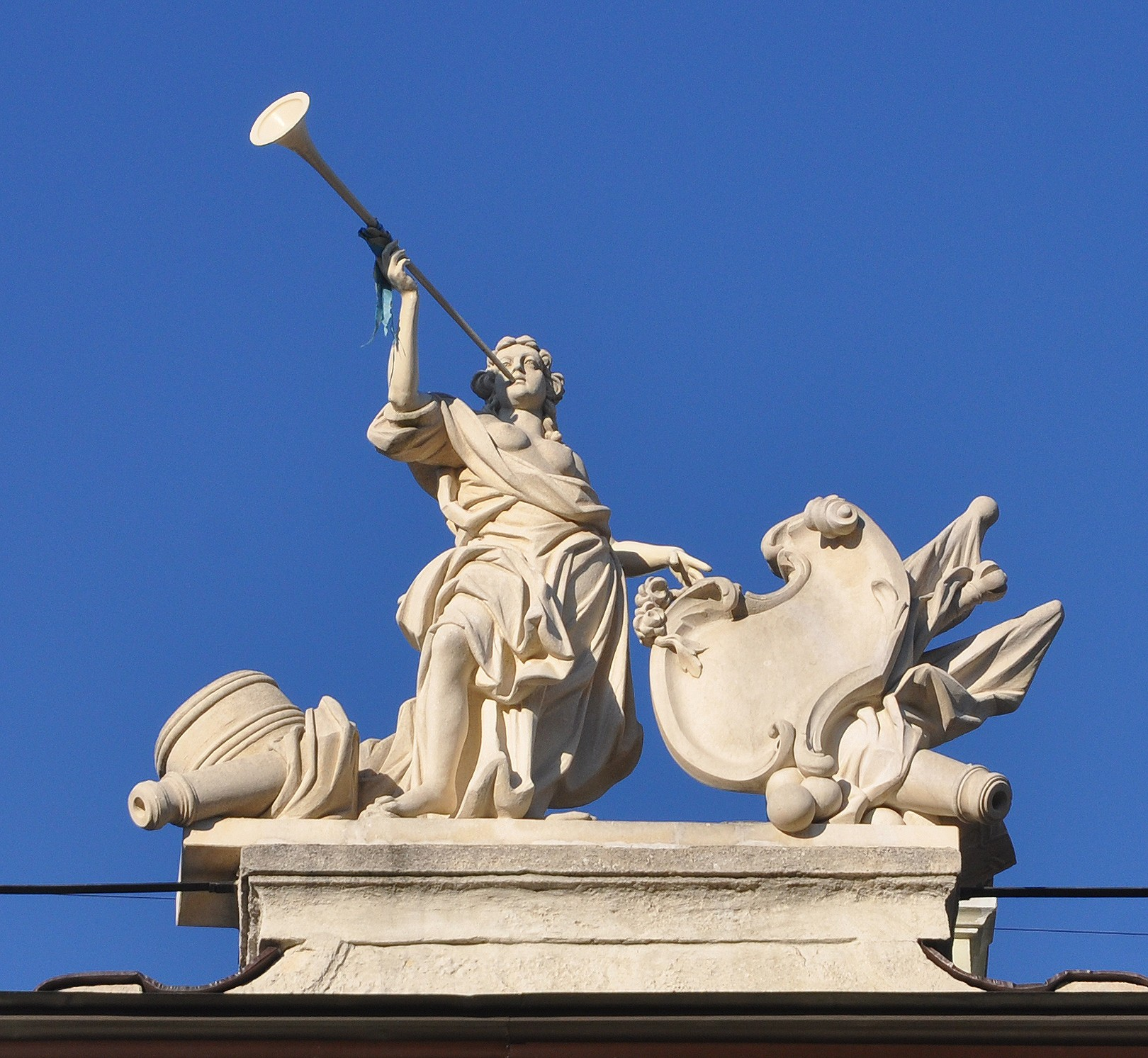
Скульптурная группа на аттике

Дом в стиле барокко, каменный, вытянутый в плане, четырёхэтажный.
Три входных портала плавных барочных очертаний с круглыми световыми окошками разделены пилястрами. Между окнами трёх верхних ярусов устроено гладкие лопатки на всю высоту. Архивольты окон второго яруса полуциркульные — композиционно поддерживают круглые окна первого этажа.
Значительный интерес представляют фигуры атлантов в виде рыцарей, которые поддерживают балкон с ажурной решеткой, выполненные скульптором Франциском Оленской с участием Яна Крушановского. Оленский также автор скульптурных групп «Слава» на аттике и «Гении» на балконе, консолей в форме дельфинов. Дом увенчанный статуей.
В эпизодических работах были задействованы строитель Иосиф Дубловский, каменщик Андрей Осовский. Кованую балюстраду балкона выполнили львовские слесари Пётр Сенковацкий и Яцентий Зяйко, а решетку окон — кузнец Иван. Сохраненный список строительных расходов показывает, что белокаменная скульптура была покрашены белилами. В свою очередь фасад покрашены «жемчужным» (розовым) цветом, а балюстрада балкона — зелёным. В 1774—1775 годах происходили отделки интерьеров, в котором приняли участие художники Станислав Строинский, Тома Гертнер, Мартин Билобриский, скульптор Иван Щуровский, гончар из Яворова Доминик Пйонтковский. Вследствие многочисленных ремонтных работ интерьер не сохранился.